# قلی پور
قلی پور یک نام خانوادگی است و شاید به یکی از این افراد اشاره کند:
- حسن قلی پور (نویسنده اهل ایران)
- سیروس قلی پور
- پژمان قلی پور

- پوریا قلی پور
- شیرین قلی پور

- مهدی قلی پور(کوهنورد اهل ایران)

علی اصغر قلی پور(مدیرکل بازرسی)